# اصل پیتر

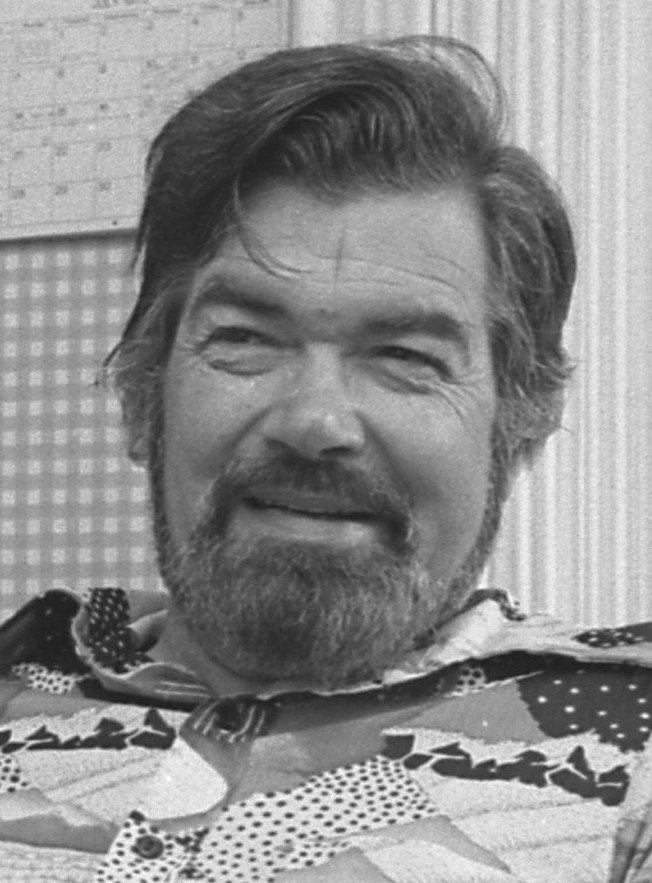
لارنس جی. پیتر

اصل پیتر (انگلیسی: Peter principle) مفهومی در تئوری مدیریت است که در سال ۱۹۶۹ میلادی توسط لارنس جی پیتر صورت‌بندی شد. این اصل می‌گوید انتخاب یک نامزد برای تصدی یک سمت، بر اساس میزان موفقیت عملکرد در نقش فعلی‌اش صورت می‌گیرد نه بر اساس سنجش توانایی‌های او برای ایفای نقش جدید؛ بنابراین کارکنان تا آنجا که موفقیت‌آمیز عمل کنند ارتقا می‌یابند و فقط هنگام رسیدن به «مرز بی‌کفایتی» متوقف می‌شوند و در همان سمت باقی می‌مانند. نتیجهٔ این امر آن است که غالباً در سازمانها با مدیرانی روبرو هستیم که شایستگی جایگاه خود را ندارند.
اصل پیتر حالت خاصی از «پدیده همه‌جانبگی» (ubiquitous observation) است: هر آنچه (درست) کار می‌کند در حالتی پیشرفته‌تر و چالش‌برانگیزتر به کار گرفته خواهد شد تا آنجا که دیگر کارایی از خود نشان ندهد.